# يان سشوبارك
يان سشوبارك (بالتشيكية: Jan Suchopárek)‏، من مواليد 23 سبتمبر 1969، لاعب كرة قدم تشيكي سابق.
و قد لعب أغلب فترات مسيرته الكروية مع نادي سلافيا براها.
و قد لعب مع منتخب تشيكوسلوفاكيا لكرة القدم ومنتخب التشيك لكرة القدم، وكان مجموع المباريات الدولية التي لعبها هو 61 مباراة وسجل 4 أهداف.

## روابط خارجية
- يان سشوبارك على موقع الاتحاد الدولي (مؤرشف)  (الإنجليزية)
- يان سشوبارك على موقع الاتحاد الأوربي (الإنجليزية)
- يان سشوبارك على موقع الاتحاد التشيكي (الإنجليزية)
- يان سشوبارك على موقع قاعدة بيانات كرة القدم.إي يو (الإنجليزية)
- يان سشوبارك على موقع ناشيونال فوتبول تيمز (الإنجليزية)
- يان سشوبارك على موقع عالم كرة القدم.نت (الإنجليزية)